# Еміль Форсберг
Еміль Форсберг (швед. Emil Forsberg, нар. 23 жовтня 1991, Сундсвалль) — шведський футболіст, фланговий півзахисник американського клубу «Нью-Йорк Ред Буллз» і національної збірної Швеції.
Чемпіон Швеції.

## Клубна кар'єра
У дорослому футболі дебютував 2009 року виступами за команду клубу «Сундсвалль» з рідного міста, в якій провів чотири сезони, взявши участь у 98 матчах чемпіонату.  Більшість часу, проведеного у складі «ГІФ Сундсвалль», був основним гравцем команди.
Своєю грою за цю команду привернув увагу представників тренерського штабу клубу «Мальме», до складу якого приєднався 2013 року. Відіграв за команду з Мальме наступний два сезони своєї ігрової кар'єри. Граючи у складі «Мальме» також здебільшого виходив на поле в основному складі команди. У складі «Мальме» був одним з головних бомбардирів команди, маючи середню результативність на рівні 0,33 голу за гру першості.
До складу німецького друголігового клубу «РБ Лейпциг» приєднався 2015 року. За півтора сезони вийшов з командою до Бундесліги, а в сезоні 2016/17 став співавтором сенсації — абсолютний новачок німецького елітного дивізіону відразу ж включився у боротьбу за найвищі місця і завершив сезон на другому місці.

## Виступи за збірні
2009 року дебютував у складі юнацької збірної Швеції, взяв участь у 8 іграх на юнацькому рівні.
2014 року дебютував в офіційних матчах у складі національної збірної Швеції. Наразі провів у формі головної команди країни 34 матчі, забивши 6 голів.
У травні 2016 року був включений до заявки збірної для участі у фінальній частині чемпіонату Європи 2016 року у Франції, а за два роки — до заявки на чемпіонат світу 2018 року.

## Титули і досягнення

### Клубні
- Чемпіон Швеції (2):

«Мальме»: 2013, 2014
- Володар Суперкубка Швеції (2):

«Мальме»: 2013, 2014
- Володар Кубка Німеччини (2):

«РБ Лейпциг»: 2021–22, 2022–23
- Володар Суперкубка Німеччини (1):

«РБ Лейпциг»: 2023

### Особисті
- Футболіст року в Швеції: 2021